# نهائي كأس إفريقيا للأندية البطلة 1973
نهائي كأس أفريقيا للأندية البطلة 1973 هي النسخة 9 من دوري أبطال أفريقيا . توج نادي فيتا كلوب بالكأس على حساب أشانتي كوتوكو الغاني .

## الفرق
- فيتا كلوب ( زائير)
- أشانتي كوتوكو ( غانا)

## النهائي

### الذهاب
| أشانتي كوتوكو | 4–2   | فيتا كلوب |
| ------------- | ----- | --------- |
|               | تقرير |           |

### الإياب
| فيتا كلوب | 3–0   | أشانتي كوتوكو |
| --------- | ----- | ------------- |
|           | تقرير |               |